# Heinkel HD 14
L'Heinkel HD 14 era un aerosilurante monomotore biplano sviluppato dall'azienda aeronautica tedesca Ernst Heinkel Flugzeugwerke negli anni venti e realizzato in un singolo prototipo, su licenza, dalla svedese dalla Svenska Aero a Stoccolma.
Destinato alla Marinens Flygväsende, la componente aerea della Svenska marinen (la marina militare svedese), per testare le potenzialità della specialità di aerosiluratori da integrare nell'organico, dopo una serie di prove di valutazione venne considerato non idoneo al servizio ed il suo sviluppo venne interrotto.

## Storia del progetto
L'Heinkel HD 14 fu ordinato nel 1924 e il 13 settembre 1925 era già pronto per le prove. L'aereo aveva un'apertura alare di 19,00 metri e era dotato di un motore Fiat A 14 da 600 CV (447 kW). La velocità minima era 90 km/h mentre la massima di 175 km/h.
Venne chiamato "Bellona" ma date le scarse performance non soddisfaceva le esigenze della Marina Militare. Il velivolo venne così restituito al produttore e non venne mai marcato.
La specialità aerosilurante non ebbe mai un ruolo importante in Svezia anche se iniziò piuttosto presto nel 1924 quando il primo test fu eseguito con un Friedrichshafen FF 49C appartenente alla Aviazione della Marina Militare (Marinens Flygverksamhet) e finì nel 1948, quando l'ultimo siluro fu lanciato da un aeromobile svedese.
In tutto 31 velivoli vennero interessati alla specialità di siluramento. Tre di questi appartenevano alla aviazione della Marina: due Friedrichshafen FF 49C e un Heinkel HD 14. Dopo i test iniziali, nell'estate del 1925, i due Friedrichshafens erano in grado di lanciare siluri da 35 centimetri di diametro.

## Operatori
Svezia
- Marinens Flygväsende